# 魁北克冬季嘉年華

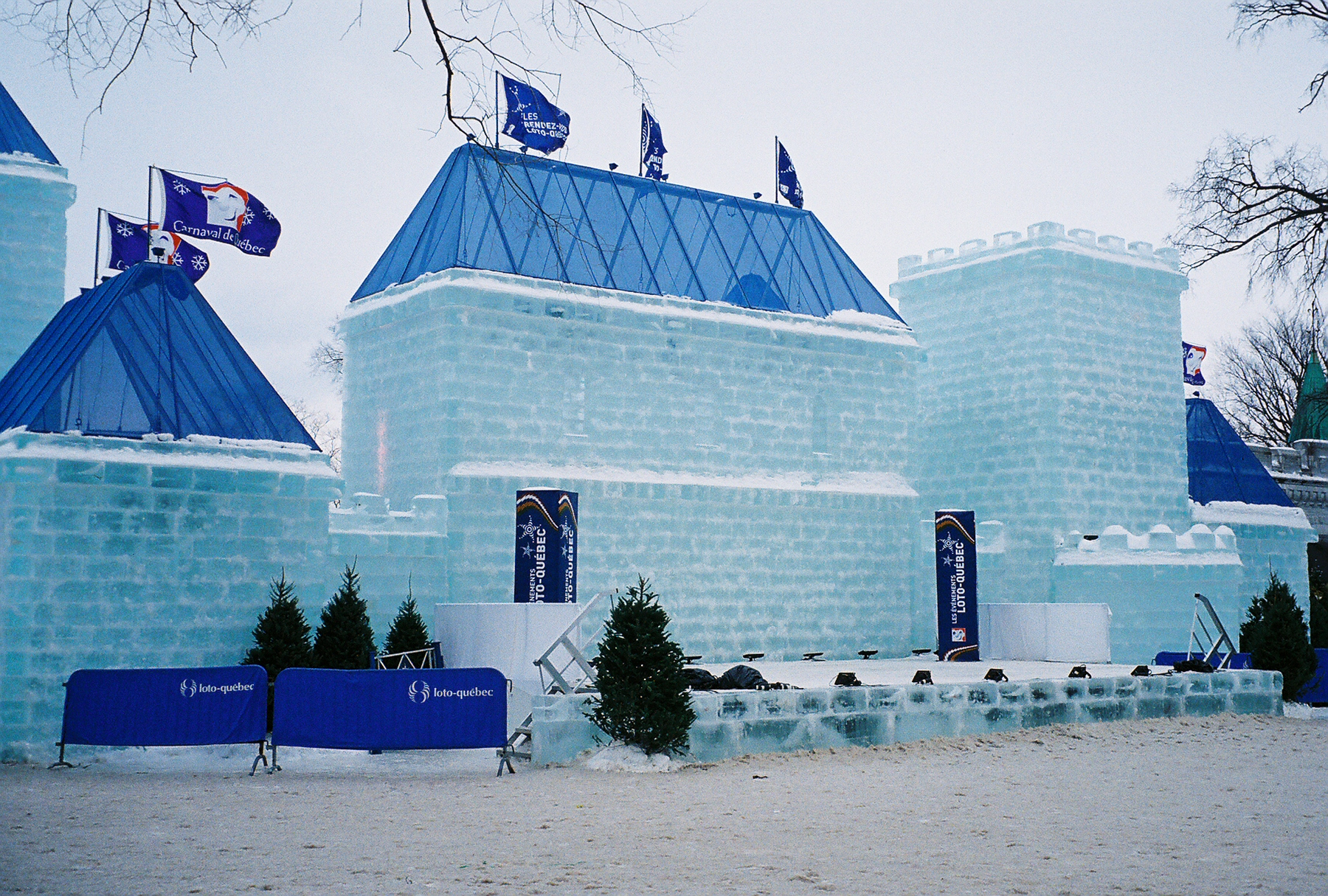

魁北克冬季嘉年華（法語：Carnaval de Québec）是一個在魁北克市舉辦的前大齋期活動。其歷史可追溯至1894年，但正式開始於1955年。2006年，有百萬人參加魁北克冬季狂歡節。

## 外部連結
- Quebec Winter Carnaval virtual tour in panoramic photography （页面存档备份，存于）
- Tornoipee-wee.qc.ca （页面存档备份，存于）
- Fissnowboard.com
- Icehotel-canada.com （页面存档备份，存于）